# 阿拉伯沙漠
阿拉伯沙漠是佔據阿拉伯半島的大部份區域的沙漠，由葉門延伸至波斯灣、阿曼至約旦及伊拉克。其中心為空虛地帶，世上最大的沙體之一。瞪羚、劍羚、沙貓和王者蜥為生存於此一極限環境內適應沙漠的部份物種。其氣候十分地乾燥且日夜溫差極大。其為沙漠及旱生植物區生物群落和古北界生態帶的一部份。
此一生態區有著較少的生物多樣性，即使有少許的特有種植物生長於此。許多的物種，如條紋鬣狗、胡狼及蜜獾等動物都已因狩獵、人類侵佔和棲地破壞等因素而絕種。其他物種則有成功復育的，如快絕種的彎角劍羚及沙漠瞪羚都被保護在一定數量上。家畜的過度放牧、越野駕駛及人為棲地破壞是此一沙漠生態區最大的威脅。